# Proteina:HSD11B2
L'11-β-deidrogenasi isoenzima 2 conosciuto anche come 11-β-idrossisteroide deidrogenasi di tipo 2 è un enzima che nell'uomo è codificato dal gene HSD11B2 .

## Funzione
L'11-β idrossisteroid - deidrogenasi è un enzima NAD+-dipendente espresso in tessuti epiteliali selettivi per l'aldosterone come il rene, il colon, le ghiandole salivari e quelle sudoripare. L'espressione di HSD211B2 è stata trovata anche a livello nervoso, in un piccolo gruppo di neuroni sensibili all'aldosterone localizzato nel nucleo del tratto solitario.
In questi tessuti, HSD11B2 ossida il glucocorticoide cortisolo nel suo metabolita inattivo cortisone, per impedire l'attivazione del recettore mineralocorticoide.
Questo enzima è comunque espresso in tessuti che non presentano recettori mineralcorticoidi, come la placenta e il testicolo, così come nelle parti del cervello in via di sviluppo, come le cellule progenitrici del romboencefalo che proliferano in cellule dei granuli del cervelletto. In questi tessuti la funzione dell'enzima è quella di proteggere le cellule dall'effetto proapoptotico del cortisolo.

## Importanza Clinica
L'inibizione di questo enzima risulta in una condizione conosciuta come pseudoiperaldosteronismo. Questa si trasmette come deficienza ereditaria di HSD11B2.